# Wille Andersson
Cletus Vilhelm Andersson, detto Wille (Stoccolma, 11 marzo 1891 – Stoccolma, 21 settembre 1933), è stato un pallanuotista e nuotatore svedese, vincitore di una medaglia d'argento alle olimpiadi di Stoccolma 1912 ed una di bronzo ad Anversa 1920.